# Zvorničko-tuzlanska eparhija
Zvorničko-tuzlanska eparhija, eparhija Srpske pravoslavne Crkve koja djeluje na području Bosne i Hercegovine. Sjedište eparhije je u Tuzli – izmješteno u Bijeljinu. Trenutačni episkop je Fotije Sladojević (od 2017.).

## Povijest
Sredinom 15. stoljeća, sjedište pravoslavnog episkopa za područje sjevernoistočne Bosne bilo je u Srebrenici. Pošto je pod Osmanlijama Zvornik dobio veći značaj, kao sjedište sandžaka, u Zvorniku je utvrđeno i sjedište episkopa, a njegova teritorija prostirala se na obje strane Drine. Tek početkom 18. stoljeća mjesta s desne strane rijeke Drine pala su pod upravu Valjevske i Užičke eparhije Srpske pravoslavne Crkve.

## Organizacija
Sjedište Zvorničko-tuzlanske eparhije je privremeno u Bijeljini, do povratka u Tuzlu. Eparhija ima 6 namjesništava sa 142 parohije i 106 aktivnih sveštenika.

## Vanjske poveznice
- Službene stranice Zvorničko-tuzlanske eparhije  Arhivirana inačica izvorne stranice od 20. prosinca 2019. (Wayback Machine)